# Kostandin Kristoforidhi
Kostandin Kristoforidhi, właśc. Konstantin Nelko (ur. 22 maja 1827 w Elbasanie, zm. 1895 w Elbasanie) – albański działacz narodowy i pisarz.

## Życiorys
Był synem Athanasa Nelko, rzemieślnika wyznania prawosławnego. W 1850 ukończył greckojęzyczną szkołę Zosimaia w Janinie. Tam też spotkał konsula austriackiego Johanna von Hahna, z którym współpracował przy opracowywaniu słownika albańsko-niemieckiego. W roku 1857 udał się do Stambułu, gdzie przygotowywał skierowane do władz osmańskich Memorandum w obronie języka albańskiego.
W roku 1860 pojawił się na Malcie, gdzie ukończył tłumaczenie Nowego Testamentu na język albański. Z Malty skierował się do Tunisu, gdzie w 1865 r. nawiązał współpracę z Brytyjskim i Zagranicznym Towarzystwem Biblijnym. W tym samym okresie poświęcił się działalności w albańskim ruchu narodowym, będąc rzecznikiem autonomii ziem albańskich w obrębie Imperium Osmańskiego. Współpraca z Hasanem Tahsinem wprowadziła Kristoforidhiego do stowarzyszenia, działającego na rzecz ujednolicenia standardu alfabetu albańskiego. W latach 1865–1879 sukcesywnie tłumaczył kolejne części Biblii na oba dialekty języka albańskiego (toskijski i gegijski). Do 1872 ukazało się 20 tysięcy egzemplarzy Biblii w tłumaczeniu Kristoforidhiego. Od 1870 kilkakrotnie podróżował do Albanii, gromadząc słowa będące aktualnie w użyciu i wykorzystując je do kolejnych tłumaczeń.

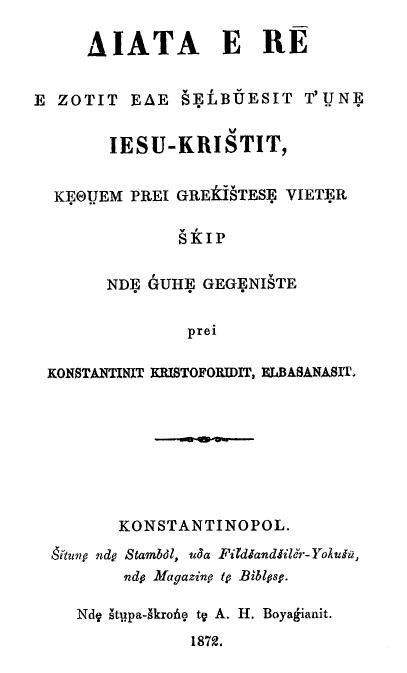
Tłumaczenie Nowego Testamentu na język albański (dialekt gegijski)

Współpraca Kristoforidhiego z Brytyjskim i Zagranicznym Towarzystwem Biblijnym zakończyła się w 1874, kiedy okazało się, że nie jest przekonany, co do prawdziwości przekazu biblijnego. Od tej pory poświęcił się uczeniu podstaw języka albańskiego. W 1884 r. osiadł na stałe w Elbasanie, gdzie do końca życia zajmował się badaniami języka albańskiego i tajnym nauczaniem dzieci. Pracował także jako sędzia w sądzie okręgowym.
Wśród dzieł Kristoforidhiego szczególne znaczenie zyskały dwa elementarze, wydane w latach 1867 (gegijski) i w 1868 (toskijski) oraz kilka książek w języku albańskim do czytania przez dzieci.
Pod koniec życia przygotował tomik krótkich opowiadań z życia górali północnej Albanii (alb. Gjahu i malësorëve), który został wydany po śmierci Kristoforidhiego. W 1904 ukazało się pełne wydanie Słownika języka albańskiego.

## Pamięć

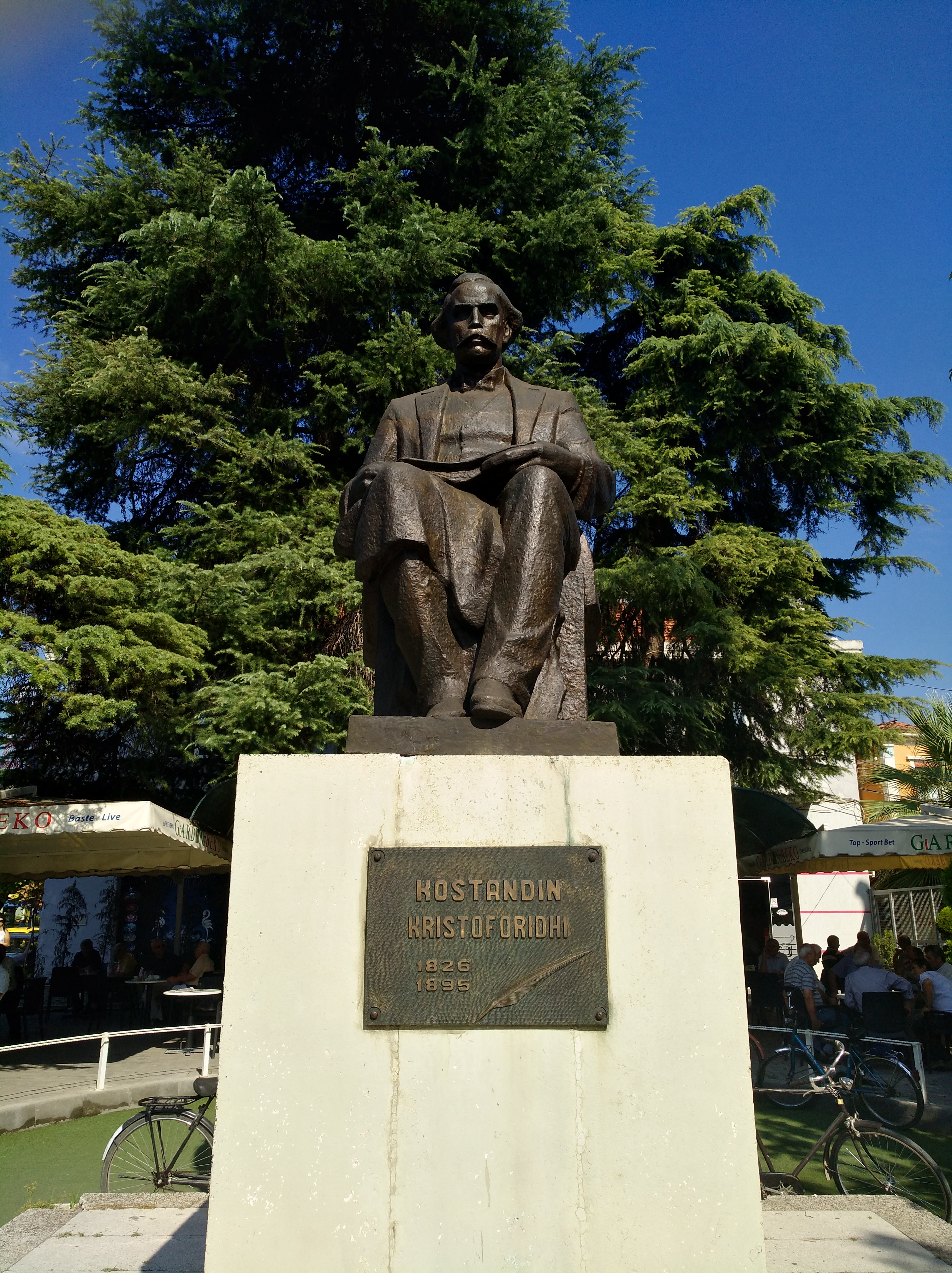
Pomnik Kristoforidhiego w Elbasanie

W 1911 ukazała się w Bitoli biografia Kristoforidhiego, pióra Simona Shuteriqiego. Imię Kristoforidhiego noszą ulice w Tiranie, Durrës, Wlorze, Beracie i w Korczy. W Elbasanie znajduje się pomnik Kristoforidhiego a także jego dom przekształcony w muzeum. W roku 2000 nakładem wydawnictwa Argeta-LMG ukazał się zbiór wierszy i bajek autorstwa Kristoforidhiego.

## Publikacje
- Kostandin Kristoforidhi: Gjahu i malësorëvet. Hieja e Tomorrit. Tirana: Onufri, 1998, s. 51.
- Kostandin Kristoforidhi: Vjersha për të vegjël. Tirana: Gjika, 1999. Brak numerów stron w książce
- Kostandin Kristoforidhi: Ylli i vogël lart në qiell: vjersha dhe rrëfime për fëmijë. Tirana: Argeta LMG, 2000, s. 14.